# NGC 105
NGC 105 este o galaxie spirală care se află în constelația Peștii. A fost descoperită în 15 octombrie 1884 de către Édouard Stephan. De asemenea, a fost observată în 31 octombrie 1886 de către Lewis Swift.